# Christophe Laporte
Pour les articles homonymes, voir Laporte.

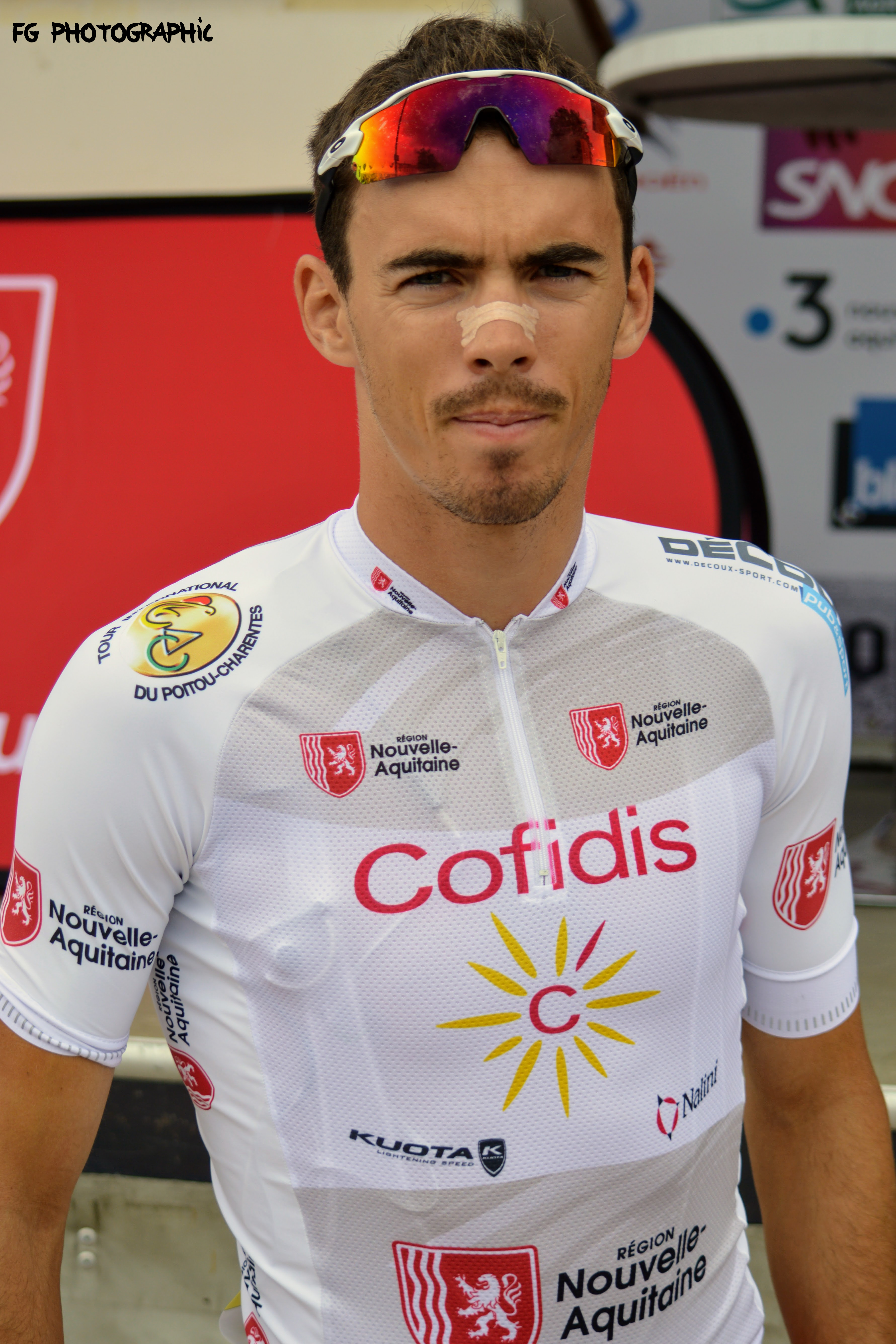
Christophe Laporte en août 2019.

Christophe Laporte, né le 11 décembre 1992 à La Seyne-sur-Mer (Var), est un coureur cycliste français.
Coureur complet, à l'aise au sprint et sur les pavés, il a notamment remporté une étape du Tour de France 2022 et s'est illustré sur plusieurs classiques. Il réussit notamment un doublé sur les classiques flandriennes en 2023 en remportant successivement Gand-Wevelgem et À travers les Flandres, une première depuis 1968. Il avait auparavant terminé deuxième d'À travers les Flandres en 2021 et deuxième du GP E3 et de Gand-Wevelgem en 2022. Cette même année, il décroche la médaille d'argent lors des championnats du monde de cyclisme sur route, avant de remporter le championnat d'Europe sur route la saison suivante. Aux Jeux olympiques de 2024, il remporte la médaille de bronze de la course en ligne. En octobre, il remporte le Paris-Tours.

## Débuts cyclistes et carrière chez les amateurs
Ancien coureur de VTT, Christophe Laporte décide de passer au cyclisme sur route à partir de 2011 en rejoignant le VS Hyérois,. À 19 ans, il remporte deux étapes du Tour de Corse (en 2e catégorie) et devient double champion régional de Côte d'Azur, chez les élites et les espoirs.
À partir de 2012, Christophe Laporte est membre de l'AVC Aix-en-Provence. Il gagne cette année-là des  étapes du Tour d'Auvergne et du Tour de Moselle. Ses performances lui permettent également de devenir stagiaire au sein de l'équipe continentale La Pomme-Marseille en fin d'année.
En 2013, il participe aux Jeux méditerranéens et y obtient la médaille d'argent de la course en ligne. Il termine également sixième de la Côte picarde et gagne le Tour du Canton de Saint-Ciers.

## Carrière professionnelle

### Cofidis (2014-2021)

#### Saison 2014
Il devient coureur professionnel en 2014 dans l'équipe continentale professionnelle Cofidis. Il commence sa carrière sur la Tropicale Amissa Bongo. Auteurs de nombreux tops 15 sur différentes courses par étapes, trois sur la Tropicale, un sur le Tour Méditerranéen, les Trois Jours de Flandre-Occidentale ou encore sur le prologue du Critérium International, il obtient son premier résultat significatif sur la roue tourangelle en prenant la 6e place. Au mois de juillet, il réalise un bon Tour de Wallonie, il se distingue sur quatre des cinq étapes de l'épreuve (7e, 5e, 12e, 5e). En fin de saison, il termine à la 14e place de Binche-Chimay-Binche.

#### Saison 2015
Sa deuxième saison chez les professionnels commence sur les routes françaises, Christophe Laporte prenant part au Grand Prix La Marseillaise (29e) puis à l'Étoile de Bessèges. Sur cette dernière, Tony Gallopin le prive de son premier succès chez les professionnels lors de la quatrième étape. Il enchaîne par le Tour du Haut-Var, 5e de la première étape. Début mars, il se classe troisième du Samyn, devancé par Kris Boeckmans et Gianni Meersman. Lors de ce même mois de mars, il participe pour la première fois aux classiques Milan-San Remo, A travers les Flandres et Gand-Wevelgem. Intégré à l'équipe chargée d'épauler Nacer Bouhanni, il est retenu pour participer au Critérium du Dauphiné puis à son premier Tour de France. En l'absence de son sprinteur, il se mêle au sprint lors de la quinzième étape et décroche un top 10 (7e).
En juillet, son contrat avec l'équipe Cofidis est également prolongé jusqu'en fin d'année 2017. À l'automne, il obtient un nouvel accessit lors du Grand Prix de Wallonie (3e) puis lors du Grand Prix d'Isbergues (14e) quatre jours plus tard, avant de remporter sa première course professionnelle lors du Tour de Vendée. Il devance à cette occasion le coureur biélorusse Yauheni Hutarovich et le belge Thomas Sprengers.

#### Saison 2016
Christophe Laporte prend la direction de l'Espagne pour commencer sa saison. Il accompagne Nacer Bouhanni (2e) sur le Trofeo Playa de Palma puis sur le Tour de la Communauté valencienne où Bouhanni décroche une 4e et une 2e place d'étape. Lors de la deuxième étape du Tour d'Andalousie, il s'adjuge la 4e place, remportée par Bouhanni. Il l'accompagne avec succès sur Paris-Nice où le sprinteur remporte une nouvelle victoire d'étape. Il se montre à son avantage sur la classique A travers les Flandres (16e), Paris-Roubaix (20e) puis sur le Tro Bro Leon (13e).
À la fin du mois de juin, Bouhanni se blesse à la main droite dans la nuit précédant la course en ligne des Championnats de France et est forfait pour le Tour de France. En son absence, le rôle de Laporte sur cette édition de la Grande Boucle évolue, passant de lanceur à sprinteur de sa formation. Il réalise ainsi 6 tops 10 dont une 8e place lors de l'arrivée sur les Champs-Élysées.
Laporte est sélectionné pour la course en ligne des championnats du monde 2016 disputés au Qatar. Il y accompagne, comme à son habitude, son chef de file et coéquipier Nacer Bouhanni. Au mois d'octobre il prolonge son contrat avec l'équipe continentale professionnelle Cofidis et décroche de nouveaux accessits, sur le Tour de Vendée (15e) puis Paris-Bourges (6e).

#### Saison 2017
Laporte commence sa quatrième saison chez Cofidis sur l'Étoile de Bessèges où il rentre dans le top 10 de chacune des cinq étapes. (8e, 7e, 8e, 3e puis 9e). À la suite de l'abandon de Bouhanni sur la deuxième étape de Paris-Nice, il prend la relève lors des arrivées au sprint, prenant la 5e place de cette même deuxième étape puis la 8e le lendemain. Il enchaîne par un bloc de classiques, Milan-San Remo au côté de Bouhanni (8e), A travers les Flandres où le leader est cette fois Florian Sénéchal (10e), Gent-Wevelgem où il se distingue (15e) avant de découvrir le Tour des Flandres et de conclure cette série de courses World Tour par Paris-Roubaix (39e). En juin, il connait de nouvelles places d'honneur sur le Ster ZLM Toer, 6e puis 9e d'étape. Après avoir pris part aux championnats nationaux, on le retrouve sur le Tour de France dans une équipe articulée autour de Nacer Bouhanni. Il se distingue sur la seizième étape où il termine 5e. En septembre, on le retrouve en jambes sur le Tour du Danemark, 4e, 11e, 15e puis 6e d'étape, 8e du classement général et 5e du classement par points. Le 1er octobre, il remporte le Tour de Vendée et s'illustre une dernière fois sur Paris-Bourges en prenant la 5e' place.

#### Saison 2018

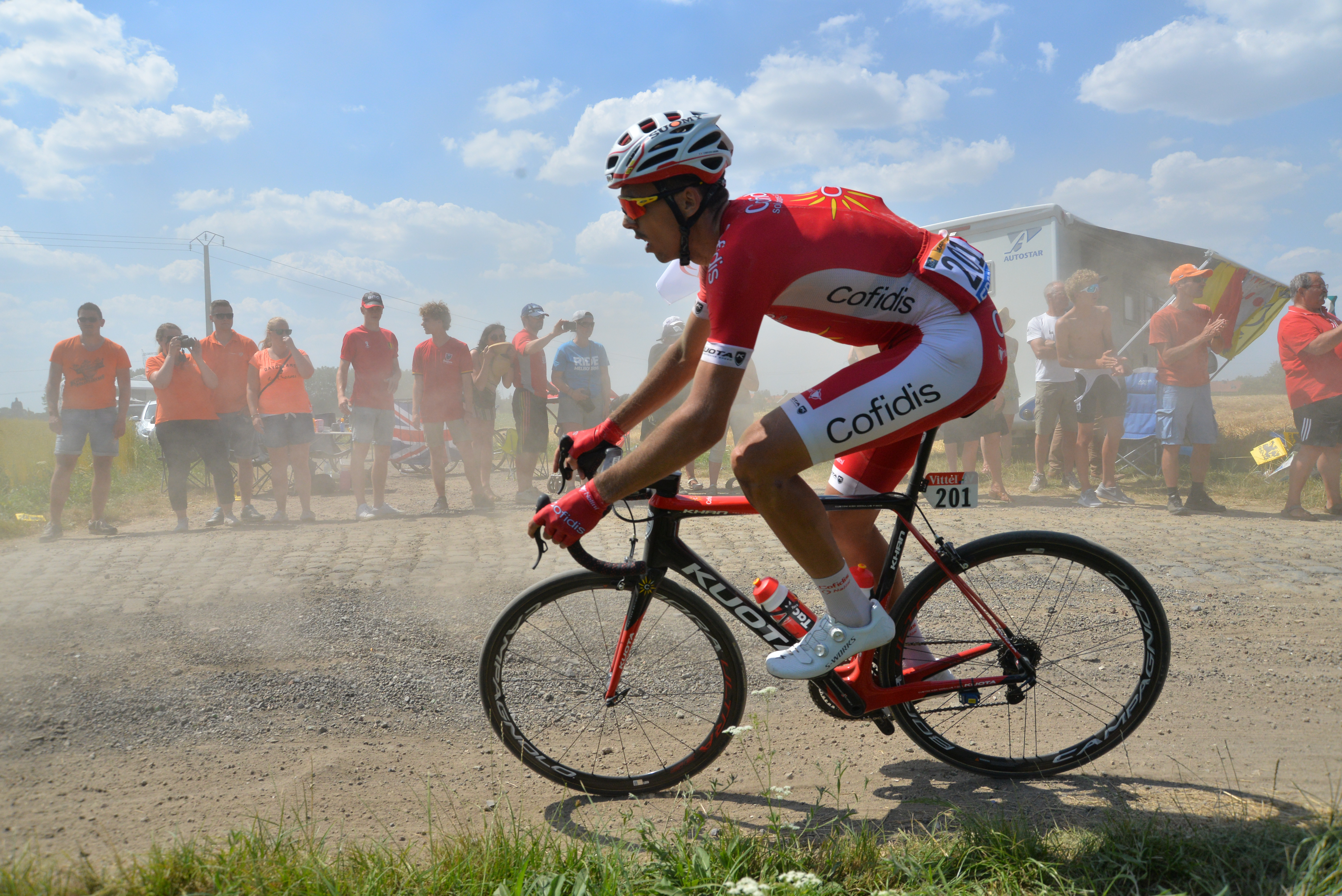
Laporte lors du Tour de France 2018.

En 2018, Cédric Vasseur est nommé manager général de l'équipe Cofidis et il décide de lui donner plus de responsabilités. Comme l'année précédente, il lance sa saison sur l'Étoile de Bessèges, où il connaît plus de réussite, remportant la deuxième étape, d'un rien, devant Bryan Coquard. Il récidive huit jours plus tard sur la première étape du Tour La Provence, dont il enlève également la dernière étape et le classement par points. Au niveau World Tour, il décroche une 3e et une 6e place d'étape sur Paris-Nice. Lors de la Course au soleil, Bouhanni, victime d'une bronchite aiguë, est jugé insuffisamment rétabli pour Milan-San Remo, son forfait propulse finalement Laporte leader sur la Primavera où il termine 13e. Il répond de nouveau présent la semaine suivante, échouant au pied du podium sur Gand-Wevelgem (4e). Mi-avril, il remporte en solitaire le Tro Bro Leon. Il lève de nouveau les bras sur une étape du Tour de Belgique puis sur le Tour de Luxembourg. Sur la Route d'Occitanie, il se retrouve en concurrence avec Nacer Bouhanni qui le prive de la victoire sur la première étape. Le lendemain, il prend la 4e place alors que Bouhanni termine 2e. Néanmoins, c'est bien Laporte qui est retenu pour prendre part au Tour de France. Il y prend trois 5e places d'étape, terminant même 2e de la dix-huitième étape remportée par Arnaud Démare. En juillet, il est sélectionné par Cyrille Guimard pour représenter la France aux championnats d'Europe sur route.
En fin de saison, il décroche de nombreux accessits, terminant cinquième du Grand Prix de Fourmies remporté par le sprinteur allemand Pascal Ackermann, décrochant trois tops 5 d'étape sur le Tour de Slovaquie et prenant place sur le podium du GP d'Isbergues (2e) et de Paris-Bourges (3e).

#### Saison 2019
Pour la troisième année consécutive, l'Étoile de Bessèges ouvre sa saison. Il en ressort avec deux victoires d'étapes, le classement général et le classement par points à son actif. Malade lors du Tour d'Algarve, il prend une 9e sur la première étape avant d'abandonner le lendemain. Sur Paris-Nice, il ne parvient pas à décrocher de top 10, n'accrochant qu'une 11e place d'étape en meilleur résultat. Sur les Classiques, il termine 9e d'A travers les Flandres et 33e de Paris-Roubaix. Il retrouve les hauts de classements à l'occasion des Quatre Jours de Dunkerque (3e d'étape) et du Tour du Luxembourg, vainqueur de deux étapes avant d'abandonner lors de la quatrième étape, malade. Néanmoins, il laisse son maillot de leader du classement général à son coéquipier Jesus Herrada qui remporte l'épreuve. Retenu pour prendre part au Tour de France et auteur d'une 10e place lors de la quatrième étape, il est très tôt distancé lors de la huitième étape entre Mâcon et Saint-Étienne et met finalement pied à terre, une nouvelle fois affaibli par un virus.
Il reprend la compétition à l'occasion de l'Arctic Race of Norway avant d'imposer sa loi sur le Tour Poitou-Charentes en Nouvelle-Aquitaine, vainqueur de trois étapes, il remporte le classement général. Lors de la fin de saison, il se montre à son avantage sur le GP de Wallonie (6e), le GP d'Isbergues (3e) et le Tour de Vendée (2e). En septembre, il est sélectionné par Thomas Voeckler pour représenter la France sur l'épreuve en ligne des Championnats du monde sur route.

#### Saison 2020
De grands changements interviennent pour 2020, son équipe obtient le statut World Tour, Nacer Bouhanni rejoint l'équipe Arkea-Samsic et Elia Viviani fait son arrivée. Son calendrier s'en trouve bouleversé, le Tour de San Juan inaugure sa saison. Victime d'une chute collective et d'une fracture au poignet dès la première étape, il est contraint à l'abandon. La saison se trouvant suspendue à cause de la pandémie de Covid-19, il ne retrouve la compétition que le 1er août sur la Route d'Occitanie. Il est retenu pour participer au Tour de France, au service d'Elia Viviani. Il parvient à se distinguer lors de la septième étape en prenant la 4e place. Il réalise un second top 10 sur le BinckBank Tour, 7e de la troisième étape. Il clôt sa saison par une 12e place sur les Trois Jours de la Panne.

#### Saison 2021
Après une saison 2020 vierge de tout succès, il recommence à nouveau sa saison sur les routes françaises et brille dès l'Étoile de Bessèges, où il remporte la première étape. En mai, il gagne le circuit de Wallonie. Le 17 août, il remporte au sprint la première étape du Tour du Limousin. Le 15 septembre, Laporte remporte le Grand Prix de Wallonie. Fin septembre, il participe aux mondiaux de Louvain, en Belgique, où il joue un rôle d'équipier pour Julian Alaphilippe qui remporte son deuxième titre consécutif.

### Jumbo-Visma puis Visma-Lease a Bike (depuis 2022)

#### Saison 2022

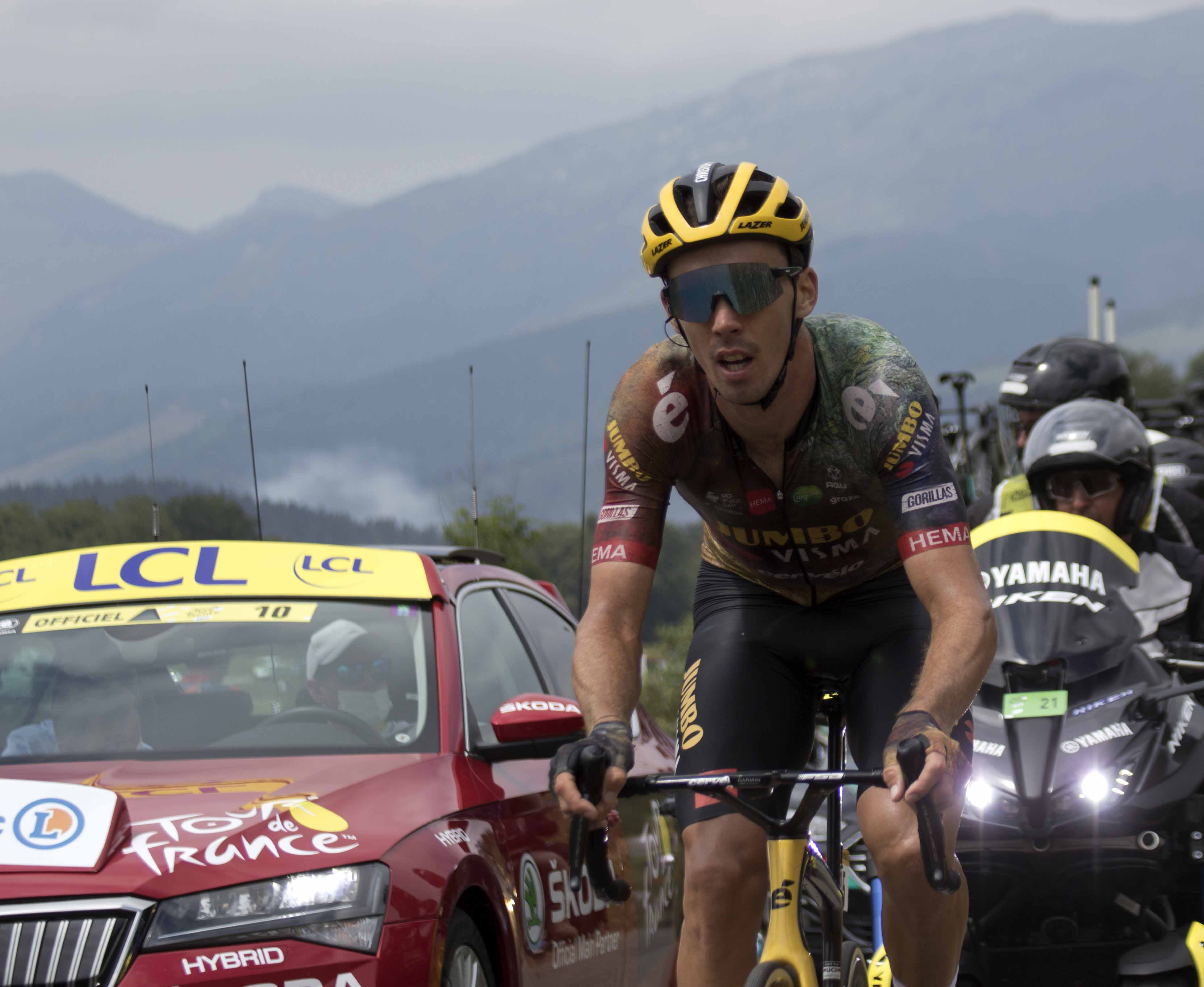
Laporte lors du Tour de France 2022.

En août 2021, l'équipe néerlandaise Jumbo-Visma annonce le recrutement de Christophe Laporte et une durée de contrat de deux ans. Il est attendu sur les classiques flandriennes par ses nouveaux employeurs et doit jouer un rôle d'équipier pour Wout van Aert,. Laporte explique ce changement d'équipe par une envie de « sortir de [son] confort » et de découvrir une formation non-française. Modifiant son entraînement, il réalise par exemple pour la première fois de sa carrière un stage de trois semaines en altitude. Au niveau des résultats, il souhaite remporter une classique et une étape sur le Tour de France.
Christophe Laporte reprend la compétition le 27 février lors de Kuurne-Bruxelles-Kuurne. Il figure dans une échappée qui n'est reprise qu'à 100 mètres de l'arrivée et se classe huitième. La semaine suivante, il remporte à Mantes-la-Ville la première étape de Paris-Nice, après avoir accéléré à 6 kilomètres de l'arrivée en compagnie de ses équipiers Primož Roglič et Wout van Aert qui lui offrent la victoire. Il obtient à cette occasion son premier succès dans une course inscrite au calendrier de l’UCI World Tour. En mars, dans l'élan de ses bonnes performances du mois de février il termine successivement deuxième du E3 Saxo Bank Classic et de Gand-Wewelgem, ses meilleures performances sur des classiques.
En juillet, Christophe Laporte participe au Tour de France. Il remporte à Cahors la 19e étape, le seul succès français de cette édition et sa première victoire dans un Grand Tour, dans un final décousu où les échappés ont désorganisé les trains de sprinteurs,. Il participe également en tant qu'équipier à la victoire finale de son chef de file Jonas Vingegaard.
En août, lors du Tour du Danemark, il termine troisième du contre-la-montre individuel puis deuxième de la troisième étape. Les bonifications lui permettent de prendre la deuxième place du classement général, derrière l'Américain Magnus Sheffield. Laporte remporte la dernière étape devant son concurrent américain, ce qui lui permet avec les bonifications engrangées de remporter le classement général de l'épreuve avec quatre secondes d'avance sur ce dernier.
En septembre, aux championnats du monde à Wollongong en Australie, Laporte fait partie du peloton qui revient sur le groupe de poursuivants, après la victoire d'Evenepoel, il remporte au sprint la médaille d'argent.

#### Saison 2023

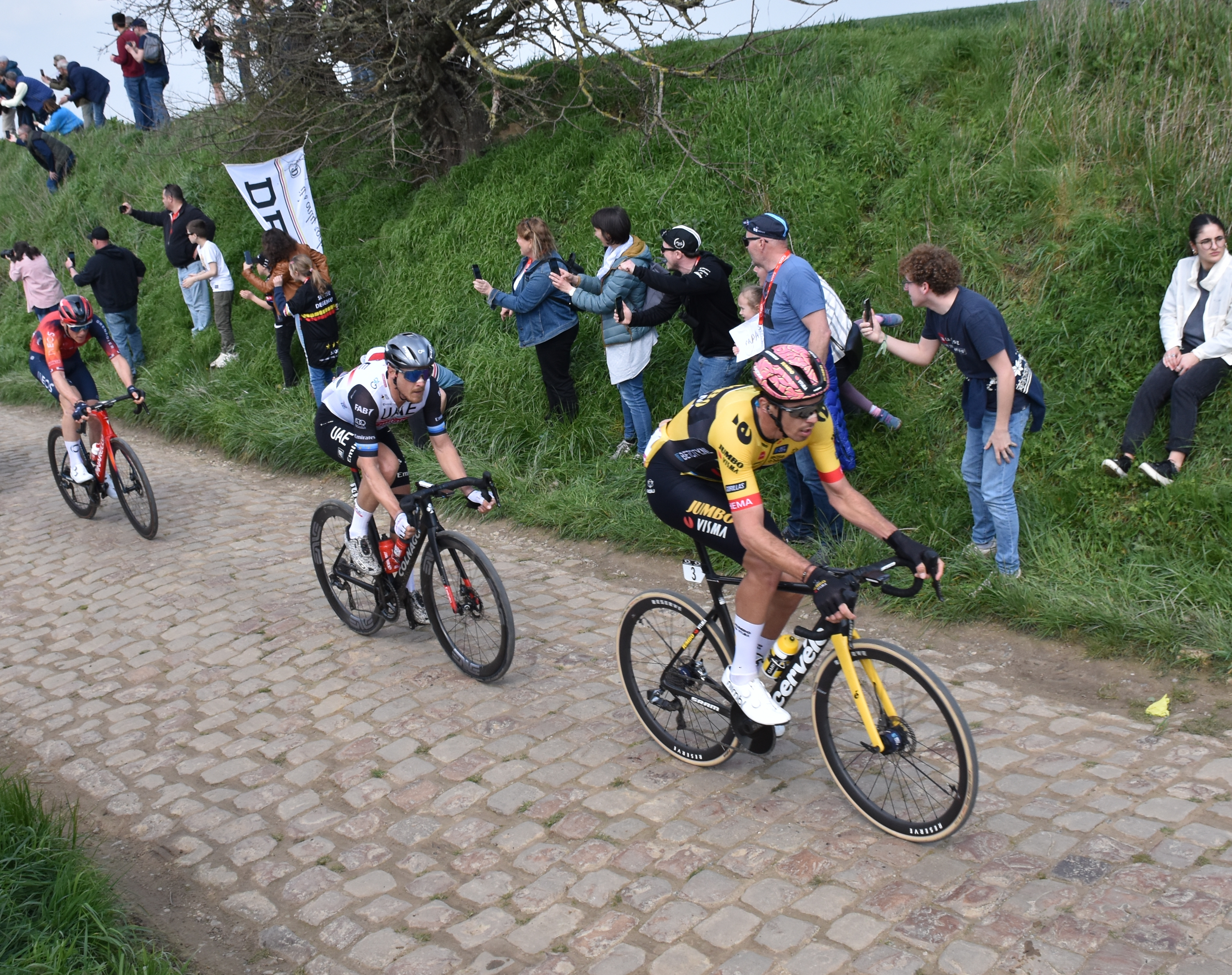
Christophe Laporte sur Paris-Roubaix en 2023.

Christophe Laporte ambitionne en 2023 de s'imposer sur une classique. Il reprend la compétition à la fin du mois de février lors du week-end comprenant le Circuit Het Nieuwsblad puis Kuurne-Bruxelles-Kuurne. Il termine troisième puis sixième de ces épreuves remportées par ses coéquipiers Dylan van Baarle puis Tiesj Benoot. Absent de Paris-Nice pour cause de maladie, il reprend ensuite la compétition lors de Milan-San Remo. Après le GP E3, il participe à Gand-Wevelgem. Sur cette épreuve, il est le seul à pouvoir suivre l'attaque de son chef de file Wout van Aert lors de la deuxième montée du mont Kemmel à 52 kilomètres de l'arrivée. van Aert, plus fort que Laporte dans la troisième et dernière ascension du Kemmel, attend son coéquipier au sommet et le duo arrive ensemble à l'arrivée à Wevelgem. van Aert choisit alors de laisser Laporte s'imposer, ce qui fait de lui le quatrième coureur français à remporter cette classique flandrienne. 
Trois jours plus tard, Laporte dispute l'édition 2023 d'À travers les Flandres. Présent dans un groupe de poursuivants, il place une attaque tranchante peu après la reprise de l'échappée, à moins de cinq kilomètres de l'arrivée, et s'impose en solitaire,. Il devient le deuxième Français à remporter l'épreuve après Sylvain Chavanel en 2008. Il s'agit aussi du premier doublé Gand-Wevelgem / À travers les Flandres depuis 1968.
En mai, Christophe Laporte prolonge son contrat avec sa formation jusqu'en fin d'année 2026. Ayant un statut de coureur protégé sur certaines courses, il reprend la compétition en juin lors du Critérium du Dauphiné et y remporte la première étape, disputée sur relief escarpé et où il était annoncé comme favori. Il gagne ensuite la troisième étape avant de perdre le maillot jaune le lendemain à l'issue du contre-la-montre. En juillet, il a un rôle d'équipier pour Jonas Vingegaard qui s'impose sur le Tour de France.
Présent à la course en ligne des championnats du monde de Glasgow en tant que chef de file de l'équipe de France, il subit une crevaison à 100 kilomètres de l'arrivée alors que la course s'emballe sous l'impulsion de la sélection belge. Distancé par le peloton sur un parcours urbain, il ne peut refaire son retard et abandonne. En septembre, après notamment une sixième place au Grand Prix cycliste de Québec, il est sélectionné pour la course en ligne des championnats d'Europe le 24 septembre à Assen. Après s'être échappé en solitaire à 12 km de l'arrivée, il résiste au retour de ses poursuivants et en premier lieu Wout van Aert, devenant le premier Français à gagner le titre depuis l'ouverture de ces championnats aux élites en 2016.

#### Saison 2024
Christophe Laporte commence 2024 par une cinquième place au Circuit Het Nieuwsblad puis une quatrième place le lendemain lors de Kuurne-Bruxelles-Kuurne. Dixième ensuite lors des Strade Bianche qu'il découvre, il abandonne, « diminué », lors de Milan-San Remo. Victime d'une grippe intestinale et non rétabli ainsi que d'une blessure à la selle ayant entraîné une opération au périnée, il est forfait pour les Flandriennes entre l'E3 Saxo Bank Classic et le Tour des Flandres, ce qui inclut Gand-Wevelgem et À travers les Flandres dont il est tenant du titre,,,. Il reprend la compétition à l'occasion de Paris-Roubaix. Sur cette épreuve, une crevaison dès le premier secteur pavé met fin à toute perspective de résultat et il se classe 25e à plus de 6 minutes du vainqueur, Mathieu van der Poel.
Initialement non présélectionné pour le Tour d'Italie, Laporte est en avril convoqué pour le disputer en remplacement de Wout van Aert, forfait en raison de blessures survenues lors d'une chute pendant À travers les Flandres. Sur ce Giro, il effectue un travail d'équipier pour le sprinteur Olav Kooij et chute durant la cinquième étape. Non rétabli, il ne prend pas le départ de la huitième étape. Il figure dans la sélection de Visma-Lease a Bike pour le Tour de France avec un rôle d'équipier.
Il est sélectionné par Thomas Voeckler pour la course en ligne des Jeux olympiques de Paris avec Julian Alaphilippe, Kévin Vauquelin et Valentin Madouas. Lors de cette épreuve, il remporte la médaille de bronze derrière le Belge Remco Evenepoel et Valentin Madouas. En septembre, après notamment une quatrième place au Renewi Tour, il est sélectionné pour défendre son titre sur la course en ligne des championnats d'Europe et il s'y classe neuvième. Le 6 octobre, il remporte avec Paris-Tours sa première victoire de la saison, échappé à 33 km de l'arrivée avec Mathias Vacek.

#### Saison 2025
Atteint d'une infection depuis la fin du mois de janvier en raison d'un cytomégalovirus, Christophe Laporte est contraint de retarder le lancement de sa saison et est forfait pour l'ensemble des classiques du printemps. Reprenant l'entraînement sur le vélo en avril, il n'est cependant pas suffisamment rétabli pour prendre part à un stage en montagne avec son équipe en mai et doit renoncer en juillet au Tour de France qui figurait à son programme de courses. Rétabli, il reprend la compétition le 17 août à l'occasion de la Cyclassics Hamburg avec un rôle d'équipier pour Wout van Aert et s'y classe 89e.

## Caractéristiques
Christophe Laporte est classé comme étant complet. Ayant remporté la majorité de ses victoires au sprint, il a également des aptitudes de puncheur ainsi qu'un « bon niveau » en contre-la-montre.

## Palmarès

### Palmarès amateur
| - 2010 - 2e du Grand Prix de la Saint-Ferréol - 2011 - Champion de la Côte d'Azur - Champion de la Côte d'Azur espoirs - 3e et 4e étapes du Tour de Corse - Grand Prix des commerçants d'Agde - 3e étape de La Multipôle Etang de Berre - 2e du Grand Prix de Vence - 3e de la Ronde de la Sainte-Hermentaire - 2012 - Grand Prix de Carcès - 2e étape du Tour d'Auvergne - Grand Prix de Hyères - 2e étape du Tour de Moselle - 2e du Tour du Canton de Bourg-de-Péage - 3e de la Ronde de Montauroux | - 2013 - Tour du Canton de Saint-Ciers : - Classement général - 1re étape - 3e étape du Tour de la Manche - Médaillé d'argent de la course en ligne des Jeux méditerranéens - 2e du Grand Prix Midi Prim - 3e du Grand Prix de Bras |  |

### Palmarès professionnel
| - 2015 - Tour de Vendée - 3e du Samyn - 3e du Grand Prix de Wallonie - 2017 - Tour de Vendée - 2018 - 2e étape de l'Étoile de Bessèges - 1re et 3e étapes du Tour de La Provence - Tro Bro Leon - 3e étape du Tour de Belgique (contre-la-montre) - 1re étape du Tour de Luxembourg - 2e de l'Étoile de Bessèges - 2e du Grand Prix d'Isbergues - 3e de Paris-Bourges - 4e de Gand-Wevelgem - 2019 - Étoile de Bessèges : - Classement général - 2e et 4e (contre-la-montre) étapes - Prologue et 1re étape du Tour de Luxembourg - Tour Poitou-Charentes en Nouvelle-Aquitaine : - Classement général - 1re, 2e et 4e (contre-la-montre) étapes - 2e du Duo normand (avec Anthony Perez) - 2e du Tour de Vendée - 3e du Grand Prix d'Isbergues - 9e d'À travers les Flandres - 2021 - 1re étape de l'Étoile de Bessèges - Circuit de Wallonie - 1re étape du Tour du Limousin-Périgord-Nouvelle-Aquitaine - Grand Prix de Wallonie - 2e d'À travers les Flandres - 6e de Paris-Roubaix - 7e d'Eschborn-Francfort | - 2022 - 1re étape de Paris-Nice - 19e étape du Tour de France - Tour du Danemark : - Classement général - 5e étape - Binche-Chimay-Binche - Médaillé d'argent du championnat du monde sur route - 2e de l'E3 Saxo Bank Classic - 2e de Gand-Wevelgem - 9e du Tour des Flandres - 2023 - Championnat d'Europe sur route - Gand-Wevelgem - À travers les Flandres - 1re et 3e étapes du Critérium du Dauphiné - 3e du Circuit Het Nieuwsblad - 6e du Grand Prix cycliste de Québec - 10e de Paris-Roubaix - 2024 - Paris-Tours - Médaillé de bronze de la course en ligne des Jeux olympiques - 3e de l'Elfstedenrace - 4e du Renewi Tour - 5e du Circuit Het Nieuwsblad - 9e du championnat d'Europe sur route - 10e des Strade Bianche |  |

## Résultats sur les grands tours et classiques

### Résultat sur les grands tours

#### Tour de France
10 participations
- 2015 : 127e
- 2016 : 157e
- 2017 : 133e
- 2018 : 124e
- 2019 : abandon (8e étape)
- 2020 : 107e
- 2021 : 91e
- 2022 : 75e, vainqueur de la 19e étape
- 2023 : 80e
- 2024 : 84e

#### Tour d'Italie
1 participation
- 2024 : non-partant (8e étape)

### Résultats sur les classiques et grands championnats
Ce tableau présente les résultats de Christophe Laporte sur courses d'un jour de l'UCI World Tour auxquelles il a participé, ainsi qu'aux différentes compétitions internationales.
| Légende | Légende | Légende | Légende     | Légende | Légende              | Légende | Légende       |
| ------- | ------- | ------- | ----------- | ------- | -------------------- | ------- | ------------- |
| Ab.     | Abandon | HD      | Hors-délais | -       | Pas de participation | ×       | Pas d'épreuve |

| Année | Circuit Het Nieuwsblad | Strade Bianche | Milan-San Remo | Grand Prix E3 | Gand-Wevelgem | À travers les Flandres | Tour des Flandres | Paris-Roubaix | Amstel Gold Race | Cyclassics Hamburg | Bretagne Classic | Eschborn-Francfort | GP de Québec | GP de Montréal | JO - course en ligne | Europe - course en ligne | Mondial - course en ligne |
| ----- | ---------------------- | -------------- | -------------- | ------------- | ------------- | ---------------------- | ----------------- | ------------- | ---------------- | ------------------ | ---------------- | ------------------ | ------------ | -------------- | -------------------- | ------------------------ | ------------------------- |
| 2014  | —                      | —              | —              | —             | —             | —                      | 103e              | —             | —                | —                  | —                | —                  | —            | —              | x                    | x                        | —                         |
| 2015  | Ab.                    | —              | 129e           | —             | Ab.           | Ab.                    | —                 | —             | —                | —                  | —                | —                  | —            | —              | x                    | x                        | —                         |
| 2016  | 91e                    | —              | 85e            | —             | Ab.           | 16e                    | —                 | 20e           | —                | —                  | —                | —                  | —            | —              | —                    | —                        | —                         |
| 2017  | Ab.                    | —              | 30e            | —             | 15e           | 49e                    | Ab.               | 39e           | —                | 25e                | Ab.              | —                  | —            | —              | x                    | —                        | —                         |
| 2018  | —                      | —              | 13e            | —             | 4e            | 9e                     | Ab.               | 68e           | —                | —                  | 17e              | Ab.                | —            | —              | x                    | Ab.                      | —                         |
| 2019  | 31e                    | —              | 61e            | Ab.           | 39e           | 9e                     | Ab.               | 33e           | —                | —                  | Ab.              | —                  | —            | —              | x                    | —                        | Ab.                       |
| 2020  | —                      | —              | 102e           | x             | Ab.           | x                      | 82e               | x             | x                | x                  | —                | x                  | x            | x              | x                    | —                        | —                         |
| 2021  | 13e                    | —              | 22e            | —             | 78e           | 2e                     | 11e               | 6e            | —                | —                  | —                | 7e                 | x            | x              | —                    | —                        | Ab.                       |
| 2022  | —                      | —              | 22e            | 2e            | 2e            | —                      | 9e                | Ab.           | 109e             | Ab.                | —                | —                  | 39e          | 75e            | x                    | —                        | 2e                        |
| 2023  | 3e                     | —              | 13e            | 23e           | Vainqueur     | Vainqueur              | 14e               | 10e           | —                | —                  | 75e              | —                  | 6e           | 28e            | x                    | Vainqueur                | Ab.                       |
| 2024  | 5e                     | 10e            | Ab.            | —             | —             | —                      | —                 | 25e           | —                | 48e                | Ab.              | —                  | —            | —              | 3e                   | 9e                       | —                         |
| 2025  | —                      | —              | —              | —             | —             | —                      | —                 | —             | —                | 89e                |                  | —                  |              |                | x                    |                          |                           |

## Classements mondiaux
| Année                                 | 2013 | 2014 | 2015 | 2016 | 2017 | 2018 | 2019 | 2020 | 2021 | 2022 | 2023 | 2024 |
| ------------------------------------- | ---- | ---- | ---- | ---- | ---- | ---- | ---- | ---- | ---- | ---- | ---- | ---- |
| Classement mondial                    |      |      |      | 622e | 195e | 59e  | 99e  | 455e | 41e  | 13e  | 18e  | 45e  |
| UCI Europe Tour                       | 667e | 368e | 65e  | 563e | 129e | 24e  | 81e  | 373e | 35e  | 11e  | 17e  | 34e  |
|                                       |      |      |      |      |      |      |      |      |      |      |      |      |
| Légende : nc = non classéSource : UCI |      |      |      |      |      |      |      |      |      |      |      |      |

## Distinctions et décorations

### Distinctions personnelles
- Trophée Bernard Hinault : 2023

### Décorations
- Chevalier de l'ordre national du Mérite (2024)[50]